# Maria-Eich-Straße 75 (München)

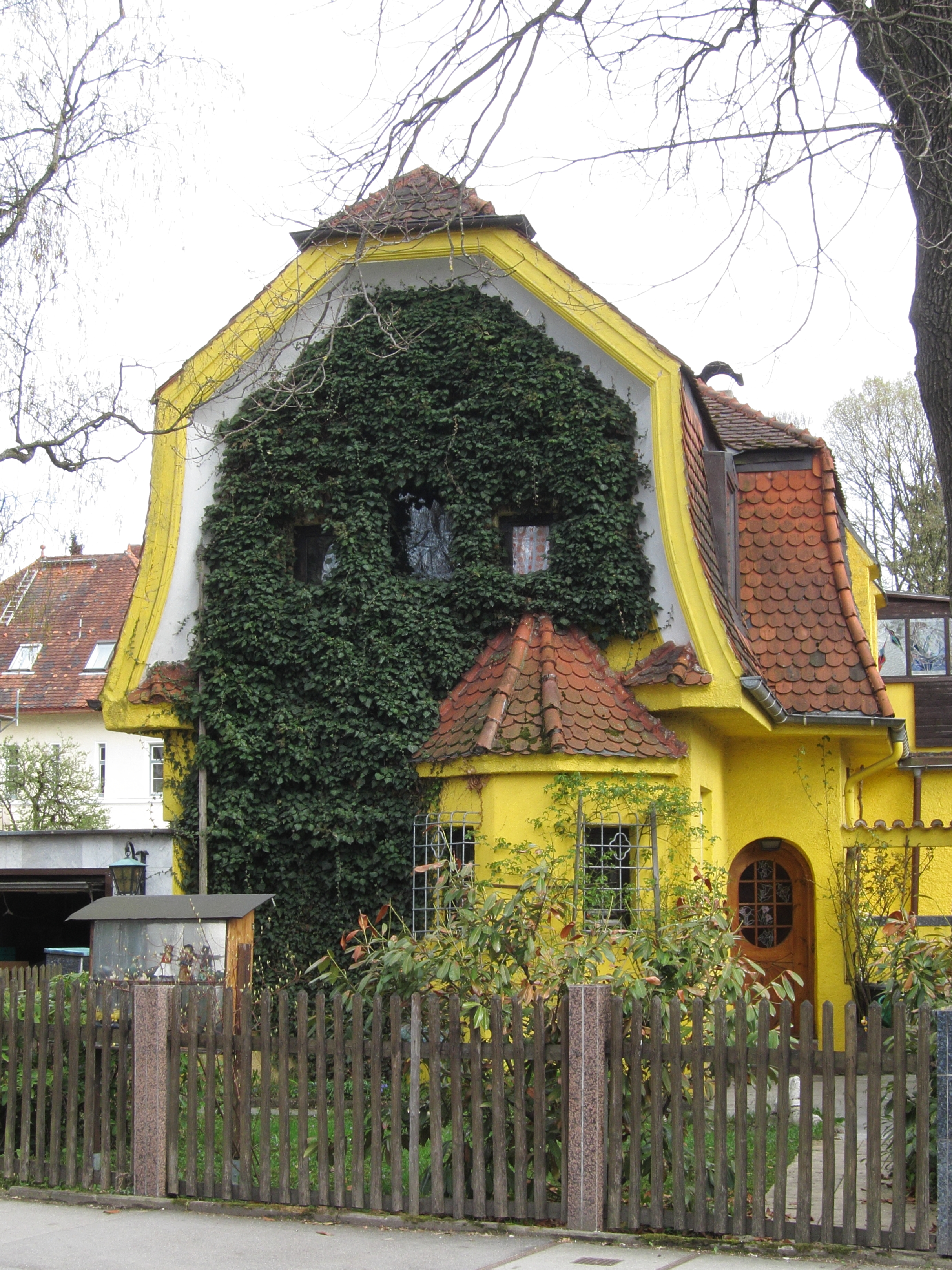
Haus Maria-Eich-Straße 75 im Stadtteil Pasing von München

Das Gebäude Maria-Eich-Straße 75 im Stadtteil Pasing der bayerischen Landeshauptstadt München wurde 1912 errichtet. Das Wohnhaus, das nach Plänen des Architekten und Bauherrn Friedrich Schweisgut erbaut wurde, ist ein geschütztes Baudenkmal.
Das erdgeschossige Wohnhaus mit steilem Mansarddach besitzt eine schmale Giebelfront mit Erdgeschosserker. Wegen der Knappheit der Grundfläche wurde 1921 ein hinterer Anbau errichtet. 
Im Haus wohnte der Dichter Waldemar Bonsels (1880–1952).